# Natri cyanat
Natri cyanat (công thức hóa học: NaOCN) là một hợp chất vô cơ. Chất rắn kết tinh màu trắng này có cấu trúc mạng lưới hệ tinh thể ba phương ở nhiệt độ phòng.

## Điều chế
Natri cyanat có thể được điều chế bằng phản ứng giữa urê và natri cacbonat.
Ngoài ra, nó có thể được điều chế bằng cách oxy hóa natri cyanide. Điều này có thể được thực hiện bằng cách cho oxy đi qua natri cyanide nóng chảy.
2NaCN + O2 → 2NaOCN
Một trong những phương pháp tổng hợp mới nhất là bao gồm thay đổi một phần phản ứng điều chế các alcohol béo. Thay vì làm nguội phản ứng bằng nước, amonia được thêm vào. Nhiệt giúp cho amonia biến đổi thành cyanat và kết tủa. Chất này có độ tinh khiết khoảng 95–97% vì vẫn còn có lẫn một chút bicacbonat. Sau đó nó được rửa bằng nước để lại natri cyanat có độ tinh khiết cao hơn.

## Ứng dụng hóa học
Natri cyanat là một nucleophin lý tưởng, và các tính chất nucleophinic này làm cho nó đóng góp lớn trong một số phản ứng như trong sản xuất chiral oxazolidon.

## Ứng dụng y khoa
Natri cyanat là một chất phản ứng có ích trong việc tạo ra các dẫn xuất urê. Các chất trung gian như natri cyanat đã được sử dụng trong y học như một phương tiện để cân đối các tác động gây ung thư trên cơ thể, có thể giúp người thiếu máu hồng cầu và ngăn chặn một số thụ thể melanin đã được chứng minh là gây béo phì. Trong hầu hết các trường hợp, các sản phẩm trung gian được sản xuất với natri cyanat được sử dụng cho nghiên cứu thuốc, sử dụng vào các trường hợp thiếu máu hồng cầu và nghiên cứu thuốc chống lại ung thư.